# Centrale nucleare di Mithi Virdi
La centrale nucleare di Mithi Virdi, conosciuta anche col nome di centrale nucleare di Chayamithi Virdi è una centrale nucleare indiana situata presso la città di ..., nello stato di Gujarat. La centrale è attualmente in progettazione, sono previsti 6 reattori AP1000 da 6600 MW complessivi, che ne farebbero la prima centrale dotata di reattori AP1000 in india.
L'inizio della costruzione dei primi reattori non è ancora pianificata, benché si presume che la preparazione del sito inizi per il 2012.